# Bletia mexicana
Bletia mexicana es una especie de planta con flores.

## Descripción
Bletia mexicana no produce hojas. La especie es «holomicotrófica», lo que significa que obtiene toda su nutrición de sustancias  orgánicas proporcionadas por hongos. Por lo tanto, la planta no necesita hojas que contengan clorofila para la fotosíntesis.
Los racimos florales, a veces con más de una docena por cabeza, alcanzan los 60 cm de altura. Las flores están muy espaciadas y son de un rosa intenso. El borde del labelo trilobulado está bordeado de rosa con una mancha blanca y cinco crestas en el centro.

## Área de distribuión
El mapa de iNaturalist que muestra observaciones de Bletia mexicana del grado de investigación indica que en México la especie se encuentra en las montañas de la parte norte del país, a excepción de Baja California, y más al sur por la Sierra Madre Oriental y Sierra Madre Occidental, hasta el estado de Oaxaca. La especie también se encuentra en Texas, en Estados Unidos.

## Hábitat
Bletia mexicana se encuentra principalmente en  bosques latifoliados donde hay  estaciones secos, y una clima tropical o  subtropical.

## Taxonomía
El género Bletia recibe su nombre en honor a Luis Blet, un boticario  catalán del siglo XVIII que acompañó a  Ruiz y  Pavón en sus exploraciones del Nuevo Mundo.
El nombre de la especie, mexicana, refleja que la mayor parte de la distribución de la especie se encuentra en México.